# Let American Airlines 191
Let American Airlines 191 byl pravidelný let spojující Chicago a Los Angeles. 25. května 1979 stroj DC-10 (reg. N110AA), který na něm létal, nezvládl startovací manévr a zřítil se. Zahynulo všech 271 osob na palubě a další dvě osoby na zemi. Jde o nejsmrtonosnější nehodu v historii letectví na území USA a druhou nejsmrtonosnější nehodu v historii DC-10.

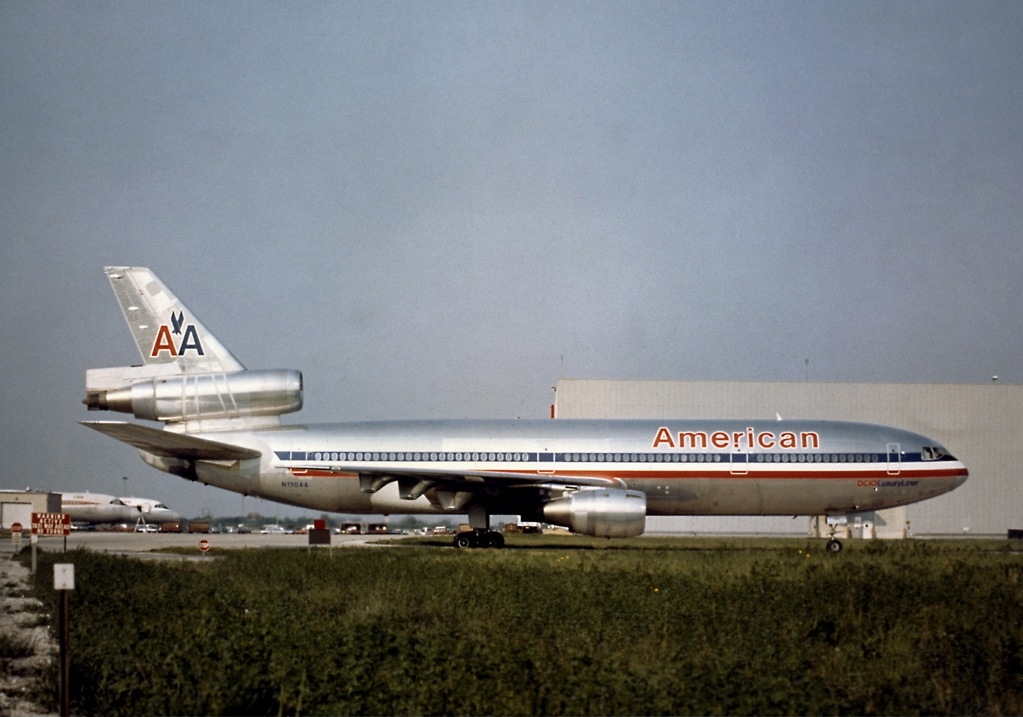
Letoun N110AA pět let před havárií

Vyšetřování prokázalo, že prvotní příčinou problémů letounu byla chyba údržby, která kvůli úspoře času používala výrobcem neschválený postup výměny motorů, který příliš namáhal některé součástky ukotvení motoru. V důsledku toho došlo k jejich narušení a následně během startu ještě na startovací dráze k odtržení motoru číslo 1. 
Jelikož letoun už nebylo možné v dané fázi startu zastavit, posádka pokračovala ve startu a vzlétla. Levé křídlo však bylo vážně poškozeno, část elektrozařízení (včetně klíčových senzorů) v něm přestala fungovat a ztráta hydraulické kapaliny způsobila samovolné zatažení slotů. Jelikož posádka, která si patrně nebyla odtržení motoru a poškození křídla vědoma a domnívala se, že jde jen o selhání motoru, zároveň v souladu se standardními postupy v případě podobných potíží snížila rychlost letu na minimum, došlo ke ztrátě vztlaku na levém křídle a převrácení letounu, který se zřítil k zemi.
Na palubě byl i izraelsko-americký vědec a vynálezce Jicchak Bentov, průkopník biomedicínského inženýrství, který se narodil v Humenném.
Po dílu věnovaly nehodě dokumentární seriály Letecké katastrofy a Vteřiny před katastrofou.